# Шарлотта Салліван
Шарлотта Салліван (англ. Charlotte Sullivan; нар. 21 жовтня 1983) — канадська акторка.

## Біографія
Її перша екранна роль — у кліпі Лайзи Мінеллі. 
Зіграла головні ролі у т/с Нові таємниці гострайтерів і Шпигунка Гаррієт, а також невеликі ролі у фільмах Як бути і Бейсбольна лихоманка. Вона грала Кеті у драматичному т/с Через річку в Детройт.
Зіграла Максіму в четвертому епізоді восьмого сезону т/с Таємниці Смолвіля. 
У 2010 році Салліван почав грати офіцера Гейл Пек у поліцейській драматичному серіалі Копи-новобранці, яка транслювалася на Global у Канаді та на ABC у Сполучених Штатах. 
У 2011 році Салліван з'явилася в ролі Мерилін Монро в канадсько-американському міні-серіалі «Кеннеді». Вона була номінована на премію Canadian Screen Award за найкращу жіночу роль другого плану за роль у фільмі 2011 року «Громадянин-гангстер». 
На початку 2021 року її взяли на роль детектива Джини Каппеллетті в серіалі NBC «Закон і порядок: Організована злочинність». 
У березні 2024 року її взяли на роль Джесіки Блейк у серіалі CBS FBI, щоб возз’єднатися з зіркою Копи-новобрвнці Міссі Перегрім.

## Особисте життя
Кінокритик.
Її зріст — 1,74 м. Одружена з Пітером Стеббінгсом. Має дочку (народилася у 2015 році).

## Фільмографія
| Рік  | Назва                                   | Роль               | Примітки               |
| ---- | --------------------------------------- | ------------------ | ---------------------- |
| 1996 | Легенда про Гатора Фейса                | Ангел              |                        |
| 1996 | Слідопит                                | Мей                | Телефільм              |
| 1996 | Шпигун Гаррієт                          | Меріон Ховторн     |                        |
| 1997 | Коли невинність втрачена                | Француженка Енні   | Телефільм              |
| 1997 | Прихований вимір                        | Еллі               |                        |
| 1998 | Гріха подалі                            | Н/Д                | Телефільм              |
| 1998 | Зодчий тіней                            | Джазз              |                        |
| 1999 | Мері Кассет: Американський імпресіоніст | Катеріна Кассет    | Телефільм              |
| 1999 | Неправильна дівчина                     | Бріджет Фішер      | Телефільм              |
| 2001 | Історія Джонатана Вамбека               | Кортні             | Телефільм              |
| 2001 | Щасливиця                               | Джаніс             | Телефільм              |
| 2003 | Як бути                                 | Елізабет Гандерсон |                        |
| 2003 | Красуня                                 | Саманта Вебб       | Телефільм              |
| 2005 | Стенд                                   | Джун               | Короткометражний фільм |
| 2005 | Fever Pitch                             | Spin instructor    |                        |
| 2006 | Популяція 436                           | Кортні Лаветт      | Direct-to-video        |
| 2006 | Будинок по сусідству                    | Пай Харрельсон     | Телефільм              |
| 2008 | Кохання та право                        | Чевелла Фонтейн    | Короткометражний фільм |
| 2009 | Крик сови                               | Саллі Нілсон       |                        |
| 2009 | Нестійкий                               | Саманта Вокер      | Телефільм              |
| 2009 | Захисник                                | Фей Поппінгтон     |                        |
| 2010 | Призначення                             | Джеймі             | Короткометражний фільм |
| 2011 | Едвін Бойд: Громадянин-гангстер         | Мері Мітчелл       |                        |
| 2011 | 388 Arletta Avenue                      | Шеррі              |                        |
| 2012 | Виконавець: Невідомо                    | Клер Логан         | Короткометражний фільм |
| 2012 | Остання воля та заповіт Розалінд Лі     | Анна               |                        |
| 2013 | Колонія                                 | Кай                |                        |